# Paul-Werner Scheele

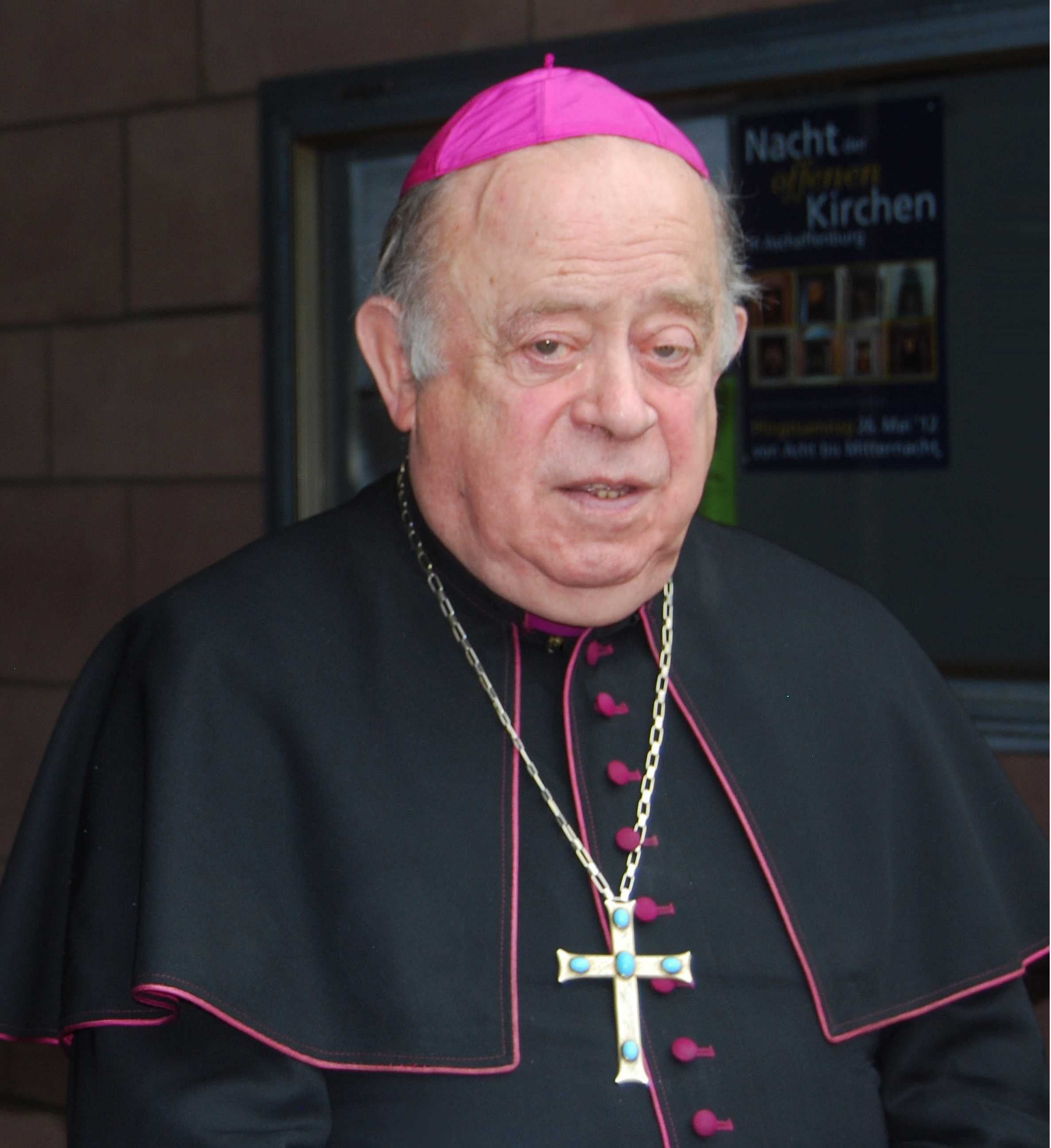
Scheele em maio de 2012

Paul-Werner Scheele (6 de abril de 1928 - 10 de maio de 2019) foi um prelado e teólogo católico alemão. Nascido em Olpe, Scheele foi ordenado ao sacerdócio em 1952 e nomeado Bispo Auxiliar de Paderborn em 1975. Em 1979, ele tornou-se bispo de Würzburg, servindo até à sua aposentadoria em 2003.
Scheele morreu no dia 10 de maio de 2019 em Würzburg, com 91 anos de idade.